# Osmia bucephala
Osmia bucephala är en biart som beskrevs av Cresson 1864. Den ingår i släktet murarbin och familjen buksamlarbin. Inga underarter finns listade i Catalogue of Life.

## Beskrivning
Arten är övervägande svart med blåaktig glans; hos hanen är dock bakkroppen mera tydligt blåaktig. Honans mandibler har tre tänder vardera, hanens två. Vingarna har lätt rökfärg hos honan, medan de är klara hos hanen. Hanens ben och fötter är kraftigt modifierade, med förlängda sporrar på skenbenet och förstorade fotleder. Behåringen hos honan är gulvit kring antenner och på hjässan, på mellankroppens ryggsida och på största delen av tergiterna 1 och 2; i övrigt är den svart, inklusive buksidans scopa. Behåringen på honans bakkropp är mycket kraftig, och ger henne nästan ett humleliknande utseende. Hanens behåring är mera rent vit på huvudet, där behåringen är kraftigast på ansiktet, clypeus och nederdelen av huvudet. Även mellankroppen och de två första tergiterna har vitaktig behåring, medan tergit 3 till 5 har svart behåring upptill. Behåringen på tergit 6 är övervägande ljus, med en del inblandade, svarta hår. Honan är 15 till 16 mm lång, hanen 13 till 14 mm.

## Utbredning
Utbredningsområdet omfattar Alaska i USA, större delen av Kanada samt söderöver över New England till Georgia i USA. 

## Ekologi
Arten är polylektisk, den flyger till blommande växter från ett stort antal familjer, som oleanderväxter, korgblommiga växter, strävbladiga växter, korsblommiga växter, kransblommiga växter, kaprifolväxter, clusiaväxter, kornellväxter, ljungväxter, törelväxter, ärtväxter, näveväxter, liljeväxter, linväxter, syrenväxter, dunörtsväxter, snyltrotsväxter, grobladsväxter, rosväxter, flenörtsväxter och violväxter. Flygtiden varar från april till juli.
Som alla murarbin är arten solitär, honan står för hela omsorgen om avkomman. Bona byggs i gångar i trä, som honan klär med en blandning av söndertuggat växtmaterial och träfibrer.